# Thinobius amphibius
Thinobius amphibius är en skalbaggsart som beskrevs av Notman 1921. Thinobius amphibius ingår i släktet Thinobius och familjen kortvingar. Inga underarter finns listade i Catalogue of Life.